# De Corneliszoon
De Corneliszoon is een houtzaagmolen op het industrieel erfgoedpark "De Hoop" in Uitgeest. Het is de bedoeling met deze molen een lintzaag, cirkelzaag en andere kleine houtbewerkingsmachines aan te drijven. De molen is de opvolger van het achtkant van De Jonge Leeuw, dat in 2010 werd verwijderd. De schuur waarop de molen staat dateert uit 2008. De naam van de nieuwe molen verwijst naar Cornelis Corneliszoon van Uitgeest, uitvinder van de houtzaagmolen.

## De Jonge Leeuw
De Jonge Leeuw werd in 1910 als poldermolen in het Friese Winsum gebouwd, waar hij als Westermolen bekend was. Het achtkante molentje, oorspronkelijk een grondzeiler, is op 3 mei 2008 op een droogschuur geplaatst en is een stellingmolen geworden.
De naam De Jonge Leeuw was afgeleid van Klaas de Leeuw, eigenaar van de molen en van het gelijknamige aannemingsbedrijf in Schagen. De molen was tot 2010 in bruikleen afgestaan aan Stichting Industrieel Erfgoedpark 'De Hoop' en is in opslag, in afwachting van een nieuwe bestemming.
In november 2009 werden de roeden van het molentje verwijderd wegens houtrot. De molen had de status gemeentelijk monument.